# ダブルクリック (企業)
ダブルクリック（Double Click, Inc)とは、Googleに吸収合併されたアメリカ合衆国のインターネット広告の配信インフラ会社のことである。

## 歴史

### アドネットワーク構築
ダブルクリックはバナー広告（ディスプレイ広告の一種）の配信で大成功を収めた会社である。1990年代後半にダブルクリックは広告の配信技術の特許やツールを保有し、それらをDART（Dynamic Advertising Reporting & Targeting）というブランドで販売すると共に、アドネットワークの「DoubleClick Network」を運営していた。
当時はWeb1.0の全盛期で、皆がポータルサイトやホームページに広告を表示して稼ごうとしていた。しかし実際には広告枠は売れ残っていて、有効活用されていなかった。ダブルクリックは170のウェブサイトの広告枠をまとめたアドネットワークを作って広告主を集め、広告表示を中央管理してアドサーバーから4000万人の閲覧者に向けてバナー広告を配信した。ダブルクリックのバナー広告は、ウェブサイトのコンテンツの種類や曜日・時間帯、ユーザーのタイプに応じて自動的に切り替わり、適切な広告を表示するようになっていた。

### 急成長
またダブルクリックのサービスは当時は珍しかったアプリケーションサービスプロバイダ型で、クライアントソフトウェアをインストールせずにウェブ上で設定操作ができた。検索エンジン大手のAltaVistaはダブルクリックに広告管理を任せたので、ダブルクリックは急成長し、株式は公募価格の2倍で売れた。
ダブルクリックは同業他社のNetGravityを買収して、アメリカの有力サイトのバナー広告配信の過半数を握り、約1500のウェブサイトを擁するネットワークに成長した。1996年に約2598万ドルだった売上高は、2000年には約20倍の5億561万ドルに達した。

### 危機
しかし一転して危機が訪れた。ダブルクリックはクッキーによって閲覧者のネット上の行動を追跡していたが、ダイレクトマーケティングに強い通販名簿会社を買収して、閲覧者の住所や氏名を把握し、ダイレクトメールを送ろうと考えた。
この計画を知って激怒した消費者団体はプライバシー侵害に対して反対運動を行い、連邦取引委員会が調査に入り、全米で集団訴訟が起きた。ダブルクリックは計画を中止し、和解金を支払って、なんとかこの問題を解決したが、AltaVistaとの関係が崩れるなど大きな痛手を受けた。また同じ頃にインターネット・バブルが崩壊し、インターネット広告業界は不況に陥った。2003年の売上高は2億3134万ドルとなり、最盛期から半減した。

### Google傘下
ダブルクリックはアドネットワーク事業から撤退し、広告配信ツールやインフラの提供サービスに特化することにした。ダブルクリックはASP型のメール広告配信ツールを持つFloNetworkを買収したり、マーケティングデータベースの管理・分析ツールを持つAdvanced Database Solutionsを買収したりした。2000年代前半のインターネット広告業界は、Googleが台頭して検索連動型広告がブームになっていた。ダブルクリックはPerformicsを買収して、検索エンジン最適化や成功報酬型広告向けの配信ツールを手に入れた。
その後、ダブルクリックは投資会社に買収されて、最終的にはGoogleに吸収合併された。バーナー広告などのディスプレイ広告は1990年代に流行した形態であり、検索連動型広告と比べると古臭く感じるが、2000年代後半はSNS向けの広告や動画広告が伸び始めていた。これらはディスプレイ広告の一種であり、アドエクスチェンジなどの新技術によって再生しつつあった。Googleはディスプレイ広告の技術を持っていなかったので、ダブルクリックの広告配信技術を手に入れて成長市場に参入した。

## 現在の製品
ダブルクリックのツールにはリッチメディア広告の製作ツールや、広告枠の売買ツール、行動ターゲティング広告の運用ツールなど様々なツールある。統合パッケージは広告掲載者用（サイト運営者）と広告主用（広告代理店）に分かれており、掲載者向けのツールが多いようである。ウェブサイトのオーナーは自分で広告スペースを整備して、広告枠を出来るだけ高く売る為に努力しているようである。なお広告主用のDoubleClick Ad Plannerは一般にも公開されており、無料で使用することが出来る。
- DoubleClick for Publishers（DFP）
  - DART Sales Manager
  - DoubleClick Network Builder
  - DART Adapt
  - Boomerang for Publishers
  - DoubleClick Mobile
  - DoubleClick In-Stream
  - DoubleClick Rich Media
  - DoubleClick Studio
  - DoubleClick Ad Exchange

- DoubleClick for Advertisers（DFA）
  - DoubleClick Search
  - DoubleClick Rich Media
  - DoubleClick Ad Exchange

- DoubleClick Ad Planner

## 沿革
- 1996年1月 - ケビン・オコーナーとドワイト・メリーマンがニューヨーク州ニューヨークで、Internet Advertising Networkを創業[2][9]
- 1996年3月 - DoubleClickと合併。元はインターネット広告会社のPoppe Tyson社の企業サイト向け広告部門だった[2]
- 1996年12月 - AltaVistaと広告管理の独占契約を締結し[3]、売り上げが急増
- 1998年2月 - NASDAQに上場[2]
- 1999年7月 - バナー広告のNetGravityを5億3000万ドルで買収[4]
- 1999年11月 - 電子メール広告サービスを開始[10]。同月、マーケットリサーチ会社のAbacus Directを17億ドルで買収し[11]、プライバシーを巡る大問題に発展した
- 2000年3月 - 計画中止を発表したが、AltaVistaが提携を解消[12]
- 2000年7月 - プライバシー侵害問題でFTCが調査を開始[13]。翌年調査は終了し[14]、45万ドルの和解金を支払って集団訴訟も終了[15]
- 2001年2月 - 電子メール広告のFloNetworkを買収[16]
- 2001年3月 - インターネット視聴率などの調査事業を開始[17]
- 2001年5月 - オーストラリアのSabela Mediaを買収[18]。これはライバル会社の24/7 Mediaの子会社であり、日本を含むアジアに多数の顧客を持っており、日経やライコスジャパンの広告配信を行っていた。
- 2001年6月 - 電子メール広告のMessageMediaを4100万ドルで買収[19]。電子メール広告のトップ企業の地位を固めた
- 2002年5月 - メディア調査・分析会社の@planをネットレイティングスに売却し、調査事業から撤退[20]
- 2002年7月 - L90にアドネットワーク事業を売却[21]
- 2003年7月 - マーケティング・データベース管理のAdvanced Database Solutionsを買収[7]
- 2004年5月 - 検索エンジンマーケティングのPerformicsを5800万ドルで買収[22]
- 2005年4月 - 投資会社のHellman & Friedmanに11億ドルで買収された[23]
- 2006年2月 - 電子メール広告事業をEpsilon Interactiveに9000万ドルで売却[24]
- 2007年1月 - Abacus Directを、Epsilonの親会社のAlliance Dataに4億3500万ドルで売却した[25]
- 2007年4月 - Googleに31億ドルで買収された[26]

## ダブルクリック株式会社
ダブルクリック株式会社はトランスコスモスの子会社で、日本でDARTを独占販売していた会社である。ダブルクリックの買収後、Googleから契約解消を通告され、裁判に訴えたが和解し、DART事業をGoogleに売却してトランスコスモスに吸収合併された。

### 沿革
- 1997年8月 - ダブルクリック社がトランスコスモスなどと、ダブルクリック株式会社を設立[28]
- 2000年7月 - NetGravityの子会社であるネットグラビティ・アジアパシフィック株式会社と合併
- 2001年4月 - 大阪証券取引所ナスダック・ジャパン（現在のヘラクレス）に上場[29]
- 2002年11月 - 公開買付けにより、トランスコスモスの子会社になった[30]
- 2007年3月 - 株式会社ネクスウェイの携帯マーケティングASPサービスのMO-ONを買収
- 2009年1月 - Googleの契約解除通告に対して提訴[31]
- 2010年1月 - DART事業を4500万ドルでGoogleに売却[32]
- 2010年3月 - トランスコスモスに吸収合併[33]